# Тајџоу
Тајџоу (泰州) град је Кини у покрајини Ђангсу. Према процени из 2009. у граду је живело 613.280 становника.

## Становништво
Према процени, у граду је 2009. живело 613.280 становника.
| 2000.   | 2009.   |
| ------- | ------- |
| 594.978 | 613.280 |